# Il destino degli uomini
Il destino degli uomini è un film del 2018 diretto da Leonardo Tiberi.
È un film storico sull'ammiraglio Luigi Rizzo.

## Trama
Grazie all'ammiraglio della Marina italiana Luigi Rizzo, nella notte del 10 giugno 1918 affonda la corazzata austriaca Santo Stefano. A bordo di un piccolo Mas e da solo, Rizzo riesce nell'Impresa di Premuda.

## Distribuzione
Il film è stato distribuito nelle sale cinematografiche italiane dal 3 dicembre 2018.

## Produzione
Nel film Il destino degli uomini sono stati utilizzati video originali, restaurati e colorizzati da Human Touch Media. La collaborazione con Human Touch Media ha reso possibile una narrazione visiva che unisce fiction e archivio storico.